# باتل أوت ران
باتل أوت ران (بالإنجليزية: Battle Out Run)‏ ، هي لعبة فيديو من نوع سباق السيارات، أنتجها شركة سيجا اليابانية عام 1989م، وبيعت اللعبة حصراً في قارة أوروبا ومدعومة باللغة الإنجليزية فقط.